# Gran Premio d'Olanda 1985
Il Gran Premio d'Olanda 1985  è stata l'undicesima prova della stagione 1985 del campionato mondiale di Formula 1. Si è corsa il 25 agosto sul Circuito di Zandvoort. La gara è stata vinta dall'austriaco Niki Lauda su McLaren-TAG Porsche;  per il vincitore si trattò del venticinquesimo ed ultimo successo nel mondiale. Lauda ha preceduto sul traguardo  il compagno di scuderia, il francese Alain Prost, e il brasiliano Ayrton Senna su Lotus-Renault.

## Vigilia

### Sviluppi futuri
Il 23 agosto, in una riunione della FISA, Marco Piccinini, direttore sportivo della Scuderia Ferrari, si pronunciò a favore della proposta, avanzata dal presidente Jean-Marie Balestre, di ridurre la cilindrata dei motori turbo a 1.200 cc. La proposta, atta a ridurre la velocità delle monoposto, venne rigettata dalla Formula One Constructors Association, che difendeva maggiormente gli interessi delle scuderie britanniche.
Le pressioni politiche mettevano in dubbio la tenuta del Gran Premio del Sudafrica. Alcuni governi europei, tra cui quello francese, invitavano al boicottaggio di un Paese nel quale veniva praticata l'apartheid. Un altro motivo che metteva in dubbio l'effettuazione della corsa era il ritardo nell'approntamento dei lavori necessari per l'adeguamento dei box. La data della tenuta del gran premio venne comunque anticipata, dalla metà di novembre, al 19 ottobre.
La scuderia Haas, pronta a esordire in campionato, nel successivo Gran Premio d'Italia, si trovò a subire il ridimensionamento dell'apporto dello sponsor Beatrice. Il consiglio d'amministrazione dell'azienda decise, infatti, di sostituire il presidente James L. Dutt, fautore dell'appoggio, con Williams Granger che promise alla scuderia di mantenere gli impegni finanziari, ma solo per il breve termine.
La McLaren confermò l'ingaggio, per il 1986, di Keke Rosberg, per rimpiazzare Niki Lauda, che aveva deciso di ritirarsi al termine della stagione corrente.

### Aspetti tecnici
La Tyrrell abbandonò definitivamente l'utilizzo del motore Ford Cosworth DFY, montando su entrambe le sue monoposto il motore turbo Renault. Spariva così anche l'ultima monoposto spinta da un motore a pressione atmosferica.
La Toleman presentò un nuovo deflettore nella parte anteriore della vettura. La Zakspeed dotò la sua unica monoposto di un motore aggiornato, che girava a 11.000 giri/minuto, 800 giri in più della versione precedente.
La Scuderia Ferrari presentò un piccolo alettone sistemato sotto la carena inferiore delle vetture, nella parte posteriore. Questo accorgimento avrebbe dovuto migliorare l'effetto suolo delle monoposto.

### Aspetti sportivi
L'edizione del 1985 rappresentò l'ultima edizione per questo gran premio, fino al suo rientro in calendario, nel 2021. Bernie Ecclestone, capo della FOCA, considerava sufficiente la tenuta del solo Gran Premio del Belgio, e reputava più importante l'entrata del Gran Premio d'Ungheria, prima prova in Europa orientale, che si sarebbe tenuto dal 1986, e per il quale era necessario trovare posto nel calendario iridato. Ecclestone impose così condizioni finanziare troppo dure per gli organizzatori, che si videro costretti anche a quadruplicare il costo dei biglietti, rispetto all'edizione 1984.
Dopo l'incidente nel gran premio precedente la Ligier (al centocinquantesimo gran premio iridato) decise di separarsi da Andrea De Cesaris. I danni provocato dai vari incidenti del pilota italiano venivano considerati non più sostenibili dalla scuderia francese. Guy Ligier cercò di rimpiazzare De Cesaris con René Arnoux, licenziato dalla Scuderia Ferrari, dopo la prima gara, ma il pilota di Grenoble rifiutò l'ingaggio. La scuderia transalpina si rivolse poi al neozelandese Mike Thackwell, che aveva appena vinto il titolo nel Campionato europeo di F2, ma senza trovare un accordo. Vennero, in seguito, avvicinati all'ingaggio Jean-Pierre Jarier, Michel Ferté e Jan Lammers. Gli stretti tempi tra una gara e l'altra non consentirono di chiudere nessun accordo, tanto che la Ligier schierò, almeno per quest'ultima volta, ancora De Cesaris. Il pilota romano confidò, comunque, che, dal Gran Premio d'Italia, avrebbe corso per la Brabham, al posto di Marc Surer. In seguito la Brabham negò la possibilità.

## Qualifiche

### Resoconto
Nelson Piquet ottenne la miglior prestazione, nelle prove ufficiali del venerdì. Il brasiliano abbassò il record del tracciato di due secondi e mezzo, rispetto al record precedente, migliorando la media sul giro di 8 km/h; il precedente giro record venne battuto dai primi 13 della graduatoria. Alla staccata della prima curva la velocità massima delle vetture raggiungeva i 340 km/h. Alle spalle di Piquet si classificò Keke Rosberg, staccato di mezzo secondo, davanti ad Alain Prost, Ayrton Senna e Teo Fabi.
La battaglia per la pole position fu intensa, tanto che ben 5 piloti si alternarono in cima alla classifica. Piquet fu anche autore di un'uscita di pista all'inizio della sessione, e ruppe anche un motore, verso il termine della stessa. Un altro incidente coinvolse Derek Warwick, che tamponò Riccardo Patrese.
Un episodio drammatico vide quale protagonista Ayrton Senna. Sulla sua Lotus si ruppe una turbina del motore. Il brasiliano si fermò presso la curva Hugenholtz, col motore in fiamme, in attesa dell'arrivo dei commissari. Visto il ritardo nell'arrivo degli aiuti, il pilota riprese la marcia, infilò le strade interne al tracciato, per rientrare sul retro dei box, dove l'incendio venne domato. I commissari decisero di non escludere dalla gara Senna, in forza della norma che vietava di utilizzare strade esterne alla pista ma,  visto il ritardo nei soccorsi, si limitarono a una multa di 5.000 dollari.
Chi deluse furono le Ferrari. Michele Alboreto chiuse solo col sedicesimo tempo, mentre Stefan Johansson si classificò subito alle spalle del compagno di team. Le vetture erano veloci, le più rapide all'altezza del rettilineo dei box (Alboreto toccò i 329 km/h), ma mancavano di aderenza, tenuta di strada e trazione. Una delle cause dei problemi venne indicato proprio nel fatto che il tracciato si fosse trasformato, con l'evoluzione delle monoposto, da lento a veloce. Alboreto, molto deluso, al termine delle prove manifestò la sua preoccupazione sulla possibilità di lottare ancora per il titolo.
Al sabato la forte pioggia non consentì a nessun pilota di migliorare le prestazioni del venerdì. Piquet conquistò la sua seconda pole position stagionale, la tredicesima in carriera. La Brabham ottenne la sua trentanovesima, e ultima, partenza al palo nel mondiale. L'unico non qualificato fu Kenny Acheson della RAM.

### Risultati
I risultati delle qualifiche furono i seguenti:
| Pos                     | Nº | Pilota             | Costruttore            | Tempo    | Griglia |
| ----------------------- | -- | ------------------ | ---------------------- | -------- | ------- |
| 1                       | 7  | Nelson Piquet      | Brabham-BMW            | 1'11"074 | 1       |
| 2                       | 6  | Keke Rosberg       | Williams-Honda         | 1'11"647 | 2       |
| 3                       | 2  | Alain Prost        | McLaren-TAG Porsche    | 1'11"801 | 3       |
| 4                       | 12 | Ayrton Senna       | Lotus-Renault          | 1'11"837 | 4       |
| 5                       | 19 | Teo Fabi           | Toleman-Hart           | 1'12"310 | 5       |
| 6                       | 15 | Patrick Tambay     | Renault                | 1'12"486 | PL      |
| 7                       | 5  | Nigel Mansell      | Williams-Honda         | 1'12"614 | 7       |
| 8                       | 18 | Thierry Boutsen    | Arrows-BMW             | 1'12"746 | 8       |
| 9                       | 8  | Marc Surer         | Brabham-BMW            | 1'12"856 | 9       |
| 10                      | 1  | Niki Lauda         | McLaren-TAG Porsche    | 1'13"059 | 10      |
| 11                      | 11 | Elio De Angelis    | Lotus-Renault          | 1'13"078 | 11      |
| 12                      | 16 | Derek Warwick      | Renault                | 1'13"289 | 12      |
| 13                      | 26 | Jacques Laffite    | Ligier-Renault         | 1'13"435 | 13      |
| 14                      | 17 | Gerhard Berger     | Arrows-BMW             | 1'13"680 | 14      |
| 15                      | 20 | Piercarlo Ghinzani | Toleman-Hart           | 1'13"705 | 15      |
| 16                      | 27 | Michele Alboreto   | Ferrari                | 1'13"725 | 16      |
| 17                      | 28 | Stefan Johansson   | Ferrari                | 1'13"768 | 17      |
| 18                      | 25 | Andrea De Cesaris  | Ligier-Renault         | 1'13"797 | 18      |
| 19                      | 22 | Riccardo Patrese   | Alfa Romeo             | 1'14"240 | 19      |
| 20                      | 23 | Eddie Cheever      | Alfa Romeo             | 1'14"912 | 20      |
| 21                      | 3  | Martin Brundle     | Tyrrell-Renault        | 1'14"920 | 21      |
| 22                      | 4  | Stefan Bellof      | Tyrrell-Renault        | 1'15"236 | 22      |
| 23                      | 30 | Jonathan Palmer    | Zakspeed               | 1'16"257 | 23      |
| 24                      | 29 | Pierluigi Martini  | Minardi-Motori Moderni | 1'17"919 | 24      |
| 25                      | 9  | Philippe Alliot    | RAM-Hart               | 1'18"525 | 25      |
| 26                      | 24 | Huub Rothengatter  | Osella-Alfa Romeo      | 1'19"410 | 26      |
| Vetture non qualificate |    |                    |                        |          |         |
| NQ                      | 10 | Kenny Acheson      | RAM-Hart               | 1'20"429 | NQ      |

## Gara

### Resoconto
Patrick Tambay, nel warm up, uscì di pista alla Tarzan, distruggendo l'anteriore della sua vettura. Il muletto presentò dei problemi al motore; ciò costrinse il  francese a partire dalla corsia dei box.
Nelson Piquet e Thierry Boutsen rimasero fermi in griglia. Gli altri piloti riuscirono a evitare il contatto, e la gara proseguì regolarmente. Alla prima curva Keke Rosberg si trovò al comando, davanti a Ayrton Senna, Alain Prost e Teo Fabi. Alle spalle del pilota italiano si piazzò Niki Lauda, partito dalla decima posizione.
Fabi, già nel primo giro, passò Prost. Sia Boutsen che Piquet riuscirono a prendere il via; il brasiliano venne aiutato anche dai commissari, dopo essere rimasto fermo per circa un minuto in griglia. Al secondo giro Prost riprese la terza posizione a Fabi. Pierluigi Martini uscì di pista, a grossa velocità, a una delle chicane. La monoposto venne distrutta, ma il pilota risultò indenne. Nello stesso giro abbandonarono entrambe le Alfa Romeo, per un guasto al turbo.
Al quinto passaggio Fabi dovette cedere la quarta posizione a Lauda, mentre, dalle retrovie, risalì Michele Alboreto, che passò Marc Surer, ponendosi al nono posto. Anche Patrick Tambay, partito dai box, era in grossa rimonta, tanto da essere tredicesimo, dopo 10 giri. Rosberg si trovò, al decimo giro, con 2 secondi e mezzo di margine su Senna, sempre più pressato da Prost. Lauda si trovava più staccato, a più di 5 secondi dalla testa della gara. Quinto era Fabi, in lotta con Mansell, Warwick e De Angelis.
Le due McLaren passarono Senna al quattordicesimo giro, e si avvicinarono al leader di gara, Rosberg. Al diciottesimo giro Elio De Angelis fu costretto ai box, per una foratura allo pneumatico anteriore sinistro. Ripartì quattordicesimo.
Senna attaccò Lauda, senza successo, mentre Fabi si accorse, in una staccata, di un problema a una gomma posteriore, che sembrava non ben fissata. Il pilota della Toleman dovette riguadagnare i box, per controllarla. 
La gara di Rosberg terminò nel corso del ventesimo giro, quando il motore della sua Williams esplose. Passò al comando Prost, che trovava, alle sue spalle, non più Lauda, passato al cambio gomme, ma Senna. Dietro al pilota della Lotus si trovava Derek Warwick, che precedeva l'altra Renault, quella di Tambay, che aveva appena sorpassato Nigel Mansell. Seguivano Alboreto e Surer.
La gara di Tambay terminò al ventitreesimo giro, tradito da un guasto alla trasmissione. Nello stesso passaggio Alboreto ebbe la meglio su Mansell, ponendosi al quarto posto. Il britannico attese ancora un giro, per fermarsi ai box, e cambiare le gomme. Senna attese, invece, il ventisettesimo giro, per passare alle gomme morbide. Senna ripartì sesto, giusto davanti a Lauda. L'austriaco, sfruttando le gomme più calde, passò Senna all'esterno della Tarzan. Nello stesso momento Alboreto, passando Warwick, si ritrovò secondo. Il giro dopo anche Warwick dovette abbandonare il gran premio, per un problema al cambio. Nello stesso giro Lauda prese la posizione a Surer.
Dopo 31 giri Prost comandava, con 24"7 di margine, su Alboreto, e di quasi 29 su Lauda; seguiva, poi, Senna, che aveva appena passato, anche lui, Marc Surer. Alboreto si fermò, per cambiare gli pneumatici, al giro successivo. Ripartì settimo, anche se, nel giro seguente, dovette cedere la posizione a Mansell. Poco dopo passò ai box anche Prost: il lungo stop, 18 secondi per il cambio gomme, gli costò la testa della gara: il francese rientrò in gara anche alle spalle di Senna, terzo.
Al trentasettesimo giro Surer, penalizzato da un problema di sovralimentazione del turbo, cedette la quarta posizione a De Angelis. Tre giri dopo lo svizzero dovette lasciare strada anche ad Alboreto. Nigel Mansell fu, nel frattempo, costretto a una seconda sosta, per cambiare gli pneumatici.
De Angelis cedette, al quarantacinquesimo giro, il quarto posto ad Alboreto. Dopo alcuni giri di pressione su Senna, Prost lo passò sulla retta di partenza, dopo aver preso la sua scia all'ultima curva. Sempre al quarantottesimo giro Mansell, passando Surer, rientrò nella zona punti.
Lauda, a venti giri dal termine, aveva un vantaggio di oltre otto secondi su Prost, 14 su Senna (su cui si era sdoppiato Mansell), quasi 39 su Alboreto e 44 su De Angelis. Prost, nel tentativo di riprendere il suo compagno di scuderia, aumentò la pressione del turbo della sua vettura. Il francese ridusse a 5 secondi il distacco al cinquantaquattresimo giro, e a meno di 3 al sessantesimo.  
Prost sfruttò, per avvicinarsi ancora, le difficoltà di doppiaggio di Lauda, su Piquet e De Angelis. Il francese cercò di passare Lauda, al sessantottesimo giro, alla chicane Marlboro, ma l'austriaco si dimostrò deciso nella sua difesa. Anche Alboreto, nel giro finale, cercò di passare Senna, arrivando anche a tamponarlo leggermente, ma senza riuscire a salire sul podio.
Niki Lauda conquistò la sua venticinquesima, e ultima, vittoria nel campionato mondiale di Formula 1 e anche il suo ultimo arrivo a punti nella sua carriera. Completarono il podio Alain Prost (per la prima doppietta McLaren della stagione) e Ayrton Senna. Lauda agganciò per numero di vittorie Jim Clark, al secondo posto della classifica assoluta, alle spalle del solo Jackie Stewart, che ne aveva 27. Per l'austriaco fu anche il suo cinquantaquattresimo ed ultimo podio. Quello di Senna fu il centocinquantesimo podio per una vettura Lotus.

### Risultati
I risultati del gran premio furono i seguenti:
| Pos | Nº | Pilota             | Costruttore            | Giri | Tempo/Ritiro                    | Griglia | Punti |
| --- | -- | ------------------ | ---------------------- | ---- | ------------------------------- | ------- | ----- |
| 1   | 1  | Niki Lauda         | McLaren-TAG Porsche    | 70   | 1h32'29"263                     | 10      | 9     |
| 2   | 2  | Alain Prost        | McLaren-TAG Porsche    | 70   | + 0"232                         | 3       | 6     |
| 3   | 12 | Ayrton Senna       | Lotus-Renault          | 70   | + 48"491                        | 4       | 4     |
| 4   | 27 | Michele Alboreto   | Ferrari                | 70   | + 48"837                        | 16      | 3     |
| 5   | 11 | Elio De Angelis    | Lotus-Renault          | 69   | + 1 giro                        | 11      | 2     |
| 6   | 5  | Nigel Mansell      | Williams-Honda         | 69   | + 1 giro                        | 7       | 1     |
| 7   | 3  | Martin Brundle     | Tyrrell-Renault        | 69   | + 1 giro                        | 21      |       |
| 8   | 7  | Nelson Piquet      | Brabham-BMW            | 69   | + 1 giro                        | 1       |       |
| 9   | 17 | Gerhard Berger     | Arrows-BMW             | 68   | + 2 giri                        | 14      |       |
| 10  | 8  | Marc Surer         | Brabham-BMW            | 65   | Problemi agli scarichi          | 9       |       |
| NC  | 24 | Huub Rothengatter  | Osella-Alfa Romeo      | 56   | Non classificato                | 26      |       |
| Rit | 18 | Thierry Boutsen    | Arrows-BMW             | 54   | Sospensioni                     | 8       |       |
| Rit | 9  | Philippe Alliot    | RAM-Hart               | 52   | Motore                          | 25      |       |
| Rit | 4  | Stefan Bellof      | Tyrrell-Renault        | 39   | Motore                          | 22      |       |
| Rit | 16 | Derek Warwick      | Renault                | 27   | Cambio                          | 12      |       |
| Rit | 25 | Andrea De Cesaris  | Ligier-Renault         | 25   | Problemi al turbo               | 18      |       |
| Rit | 15 | Patrick Tambay     | Renault                | 22   | Trasmissione                    | PL      |       |
| Rit | 6  | Keke Rosberg       | Williams-Honda         | 20   | Motore                          | 2       |       |
| Rit | 19 | Teo Fabi           | Toleman-Hart           | 18   | Problema al cuscinetto ruota    | 5       |       |
| Rit | 26 | Jacques Laffite    | Ligier-Renault         | 17   | Problema per impianto elettrico | 13      |       |
| Rit | 30 | Jonathan Palmer    | Zakspeed               | 13   | Sistema di pressione dell'olio  | 23      |       |
| Rit | 20 | Piercarlo Ghinzani | Toleman-Hart           | 12   | Motore                          | 15      |       |
| Rit | 28 | Stefan Johansson   | Ferrari                | 9    | Motore                          | 17      |       |
| Rit | 29 | Pierluigi Martini  | Minardi-Motori Moderni | 1    | Incidente                       | 24      |       |
| Rit | 23 | Eddie Cheever      | Alfa Romeo             | 1    | Problemi al turbo               | 20      |       |
| Rit | 22 | Riccardo Patrese   | Alfa Romeo             | 1    | Problemi al turbo               | 19      |       |
| NQ  | 10 | Kenny Acheson      | RAM-Hart               |      |                                 |         |       |

## Classifiche Mondiali

### Piloti
| Pos. | Pilota            | Punti |
| ---- | ----------------- | ----- |
| 1    | Alain Prost       | 56    |
| 2    | Michele Alboreto  | 53    |
| 3    | Elio De Angelis   | 30    |
| 4    | Stefan Johansson  | 19    |
| 5    | Ayrton Senna      | 19    |
| 6    | Keke Rosberg      | 18    |
| 7    | Niki Lauda        | 14    |
| 8    | Nelson Piquet     | 13    |
| 9    | Patrick Tambay    | 11    |
| 10   | Jacques Laffite   | 10    |
| 11   | Thierry Boutsen   | 9     |
| 12   | Nigel Mansell     | 7     |
| 13   | Stefan Bellof     | 4     |
| 14   | Derek Warwick     | 4     |
| 15   | René Arnoux       | 3     |
| 16   | Andrea De Cesaris | 3     |
| 17   | Marc Surer        | 2     |

### Costruttori
| Pos | Team                  | Punti |
| --- | --------------------- | ----- |
| 1   | Ferrari               | 75    |
| 2   | McLaren-TAG Porsche   | 70    |
| 3   | Lotus-Renault         | 49    |
| 4   | Williams-Honda        | 25    |
| 5   | Renault               | 15    |
| 6   | Brabham-BMW           | 15    |
| 7   | Ligier-Renault        | 13    |
| 8   | Arrows-BMW            | 9     |
| 9   | Tyrrell-Ford Cosworth | 4     |